# Евстратіос Грівас
Евстратіос Грівас (грец. Ευστράτιος Γρίβας; нар. 30 березня 1966, Егіо) – грецький шахіст, тренер (старший тренер ФІДЕ від 2005 року), суддя (міжнародний арбітр від 1998 року) і автор книг про шахи, гросмейстер від 1993 року.

## Шахова кар'єра
У 1980-1990-х роках належав до когорти провідних грецьких шахістів. Між 1984 і 1998 роками взяв участь у всіх восьми шахових олімпіадах, які відбулись за цей час, здобувши 1998 року срібну медаль в особистому заліку на 3-й шахівниці. Крім того, тричі (1989, 1992, 1997) виступав за національну збірну на командних чемпіонатах Європи, на яких 1989 року здобув золоту медаль в особистому заліку на 3-й шахівниці. Неодноразово брав участь у фіналі чемпіонату Греції, двічі (1983, 1996) вигравши титул чемпіона країни. Також пермагав у категорії юніорів (1981 - до 16 років, з 1982 по 1985 рік - до 20 років) і зі швидких шахів (1996), а також тринадцятиразовим переможцем командного чемпіонату країни (у 1982 - 2004 роках) і семиразовим володарем командного Кубка Греції (в 1984-2003 роках).
Досягнув низки успіхів на міжнародних турнірах, зокрема:
- двічі перемагав на турнірах Акрополіс Інтернешнл в Афінах (1986 і 1991)[5],
- поділив 4-те місце на чемпіонаті світу серед юніорів до 20 років у Шарджі (1985, разом із, зокрема, Василем Іванчуком і Вішванатаном Анандом),
- поділив 2-ге місце в Мюнхені (1986, позаду Стюарта Конквеста, разом з Ральфом Гецом),
- посів 3-тє місце в Ксанті (1991, позаду Крума Георгієва і Віктора Бологана),
- посів 2-ге місце в Геусдалі (1993, турнір Troll Masters, позаду Васіліоса Котроніаса),
- поділив 2-ге місце в Коупавогурі (1994, позаду Ханнеса Стефанссона, разом з Золтаном Алмаші і Даршана Кумарана),
- поділив 2-ге місце в Іліуполі (1995, позаду Іоаніса Ніколаїдіса, разом з Констандіносом Мутусісом),
- поділив 1-ше місце в Лімасолі (1997, разом з Крумом Георгієвим, Ігорем Міладиновичем і Спірідоном Скембрісом),
- посів 4-те місце в Афінах (1997, чемпіонат Європи зі швидких шахів, позаду Ульфа Андерссона, Анатолія Вайсера і Альберто Давіда),
- поділив 2-ге місце в Будапешті (2001, турнір First Saturday FS12 GM-B, позаду Левенте Вайди, разом із, зокрема, Петером Хорватом і Томі Нюбаком).

На своєму рахунку має кілька десятків книг про шахи, зокрема у 1986-2008 роках видав 42 публікації, як у вигляді книг, так і на магнітних носіях.
Найвищий рейтинг Ело в кар'єрі мав станом на 1 січня 1999 року, досягнувши 2528 очок займав тоді 2-ге місце (позаду Йоанніса Папаїоанну) серед грецьких шахістів.

## Зміни рейтингу
| На цьому місці має відображатися графік чи діаграма, однак з технічних причин його відображення наразі вимкнено. Будь ласка, не видаляйте код, який викликає це повідомлення. Розробники вже працюють для того, щоби відновити штатне функціонування цього графіка або діаграми. | |
| | На цьому місці має відображатися графік чи діаграма, однак з технічних причин його відображення наразі вимкнено. Будь ласка, не видаляйте код, який викликає це повідомлення. Розробники вже працюють для того, щоби відновити штатне функціонування цього графіка або діаграми. |